# Inflation des diplômes
L'inflation des diplômes, inflation de la formation, inflation scolaire ou diplômanie est un processus qui comprend la croissance du nombre de personnes diplômées, l'augmentation du niveau de formation auquel aspirent les élèves ou leurs parents, l'élévation des niveaux de formation minimaux requis par les employeurs, et la dévalorisation concomitante, soit la perte de valeur des diplômes scolaires sur le marché de l'emploi.

Cette situation accentue une « course aux études et aux diplômes » dans une société où le même diplôme n'est plus suffisant pour trouver l'emploi qu'il permettait d'obtenir quelques années plus tôt.
Le sociologue Randall Collins a en 1979 dénommé « crédentialisme » le fait de privilégier le diplôme (par rapport à l'expérience, aux tests psychosociologiques ou de performance) comme clé d'entrée dans le monde du travail et de l'inscription des personnes dans la stratification sociale. Il interfère avec la méritocratie et la cohésion sociale.
En France Jean-Claude Passeron relève cette expression dès 1982, pour qualifier « l'effet de dévaluation produits par l'accroissement des effectifs scolarisés sur la valeur du diplôme. » L'ouvrage L'inflation scolaire de Marie Duru-Bellat analyse les enjeux de ce phénomène.
Le phénomène est conjoint à la massification scolaire (ou démocratisation de l'enseignement) c'est-à-dire à l'augmentation de la durée des études depuis la fin du xixe siècle. Il semble en partie découler d'un excédent de personnes qualifiées, en particulier de l'enseignement supérieur, en compétition pour un nombre d'emplois qui n'augmente pas dans les mêmes proportions, mais il recoupe aussi en partie une dite professionnalisation dans la société occidentale (cherchant à étendre à de plus en plus de métiers l'exigence d'une formation délivrée et sanctionnée formellement pour y accéder).
L'inflation des diplômes est alimentée par leur prestige social (parfois appelée diplômanie), auprès des employeurs comme moyen essentiel de sélectionner et d'évaluer les compétences des personnes qu'ils recrutent - donc les chances d'être embauchés à des emplois recherchés du côté des candidats, ainsi que par le statut social qui leur est associé.
Il a comme conséquences l'augmentation du temps passé à l'école, et une entrée retardée dans la vie active.

## Histoire
Depuis les années 1970 dans le monde occidental, et plus récemment dans les pays en développement le nombre de diplômes et de personnes diplômées par les établissements d'enseignement tend à grandir, de même que le recours aux diplômes comme moyen de sélection des personnes dans l'emploi.
Au début des années 1900, un bachelier pouvait aisément être conseiller bancaire et promu directeur d'agence ou directeur général. Puis l'aspiration collective à l'élévation des niveaux de formation, la croissance économique ont abouti au cours du XXe siècle à ce que les diplômes supérieurs supplantent le baccalauréat ; les diplômes requis pour de nombreux postes se sont élevés. Ce phénomène se poursuit.
Ainsi à la fin des années 1980 aux États-Unis, un diplôme de premier cycle universitaire était la norme pour accéder à la profession d'ergothérapeute. Dans les années 1990, une maîtrise a été demandée. Aujourd'hui, un doctorat devient la norme. Ce changement s'est fait conjointement à l'explosion des formations universitaires, poussée par la hausse des échanges de connaissances ainsi que par les innovations scientifiques et technologiques. Avec la mondialisation on voit ces dernières années le doctorat prendre le rôle qu'avait la maîtrise, en particulier pour les diplômes professionnels. Ce niveau qui était autrefois considéré comme spécifique des professions universitaires et ouvert à un nombre réduit de personnes destinées à la recherche est en train de devenir une référence et la clé d'entrée de plusieurs professions. Ceci force les individus à pousser leurs études plus loin qu'ils ne l'auraient fait quelques années plus tôt pour avoir accès aux mêmes postes.
Dans les pays du Moyen-Orient, où les dirigeants ont traditionnellement utilisé les emplois du secteur public comme une forme de politique d'apaisement des classes moyennes, de nombreux jeunes ont été poussés vers des diplômes universitaires permettant l'accès à au secteur public, mais peu appropriés aux compétences attendues dans le secteur privé.

## Points d'entrée
L'inflation des diplômes peut être considérée au niveau de différents acteurs et points d'entrée, comme le moment du recrutement, l'évolution des professions, les motivations sociales et l'enseignement.

### Rôle des employeurs
Le glissement ou inflation du minimum niveau d'étude exigé pour un type d'emploi peut s'observer au recrutement et découler simplement de la sélection des candidats à un emploi.
Le psychologue Tony Buon distingue deux moteurs de l'exigence de diplômes par les employeurs :
1. L'effet investissement : le diplôme permet de supposer que le demandeur formé sera plus productif ;
2. le rôle de sélection : le diplôme permet d'identifier des compétences que l'employeur recherche.

La distinction reste malaisée, les deux effets co-existant le plus souvent.
Un employeur exige fréquemment un diplôme, licence professionnelle ou diplôme universitaire pour un travail qui peut être fait grâce à des compétences acquises par l'expérience, l'apprentissage informel, ou un niveau d'études moins élevé.
L'inflation des exigences de formation se produit quand les diplômés acceptent des emplois qui n'étaient pas précédemment occupés par des diplômés de leur catégorie. Cette migration progressive abouti typiquement à ce que leur niveau d'étude devienne la norme exigible pour la profession en question. Autrement dit, les exigences d'étude s'accroissent pour des tâches aux exigences professionnelles relativement basse.

### Professionnalisation
La professionnalisation est notamment le fait qu'une profession réglemente son accès qui par un diplôme qui n'était pas exigé auparavant, ou qu'elle élève le niveau de qualification exigé pour l'exercer (un diplôme relevant des études supérieures alors qu'il était de niveau bac par exemple). L'inflation des diplômes peut être le fait d'une organisation professionnelle. Elle implique la dévaluation des diplômes et titres auparavant suffisant pour le même type d'emploi. Par ailleurs, l'institutionnalisation de la formation initiale professionnelle entraîne une réduction des possibilités pour les salariés de progresser dans leur emploi et de faire valoir leur apprentissage « sur le tas ».
Avec le temps, dans le monde universitaire, les qualifications des enseignants à chaque niveau tendent à être relevées.

### Statut social
La « diplômanie » représente aussi la représentation et la recherche des diplômes comme moyens de déterminer et d'atteindre un statut social. Le livre The Credential Society du sociologue Randall Collins (1979) examine le lien entre diplômanie et stratification sociale, par ailleurs souvent compris comme un outil central de la méritocratie et de l'égalité des chances, quoique l'accès aux emplois dépend aussi de facteurs sociaux (relations sociales, entourage).
Cela alimente une forte pression sociale pour les études tant au niveau individuel et familial que collectif.

### Rôle des établissements d'enseignement
Un aspect de cette inflation est l'évolution consistant à réformer une formation professionnelle en l'alignant sur un niveau formel plus élevé (de CAP à BEP, de BEP à bac professionnel, de bac professionnel à bac + 2, de bac + 2 à licence, de licence à master...) pour préparer aux mêmes fonctions ou métiers.
Ce glissement de niveau d'étude a entraîné la croissance du secteur de l'enseignement supérieur, dont les institutions étendent leurs offres au-delà des diplômes d'études supérieures traditionnels. Leurs offres comportent désormais des formations de plus en plus spécifiques et tournées vers des fonctions précises, dont les frais de scolarité peuvent être très élevés. L'élévation des niveaux de formation est une forme de montée en gamme pour les établissements d'enseignement.

## Causes
L'augmentation du niveau de vie qui permet de financer des années supplémentaires d'études, tant au niveau collectif que familial. Le marché de l'emploi pousse à chercher un avantage concurrentiel sur le marché de l'emploi,. Le phénomène découle et à la fois favorise alors des stratégies personnelles afin de maximiser ses chances d'être embauché.
L'inflation des diplômes semble fonctionner en partie indépendamment de la demande du marché de l'emploi pour les qualifications correspondantes. Néanmoins le marché de l'emploi, suivant la théorie du signal, utilise les diplômes en tant que mesure de la capacité des employés potentiels, les employeurs prenant pour acquis que les diplômes sont corrélées avec de plus grande compétences.
La pression pour obtenir un niveau de formation élevé aux États-Unis repose sur l'idée que les personnes sans diplôme d'études supérieures ne peuvent pas trouver d'emploi. De nombreux critiques de l'enseignement supérieur estiment à leur tour que le glissement vers des niveaux de formation plus élevés est alimenté par les institutions d'enseignement supérieur, tandis que les employeurs n'élèveraient leurs exigences de diplôme pour des emplois où cette qualification n'est pas absolument nécessaire, que parce qu'ils peuvent.
L'inflation de la formation est similaire à l'inflation monétaire où trop de monnaie réduit sa valeur.

## Traitement de la question
La réalité problématique de l'inflation des diplômes est reconnue depuis des années par les institutions de l'enseignement supérieur mais aucune solution claire ni consensus sur la manière d'aborder le problème n'a émergé. Ces institutions d'enseignement sont généralement censées assurer la formation des candidats capables qui désirent y être admis. Elles travaillent aussi parfois aux alternatives notamment en matière de rebond en cas d'échec scolaire.
La « diplômanie » semble pouvoir être atténuée, notamment par la formation continue (parfois informelle), les périodes d'essai ou de parrainage/tutorat et par les systèmes de validation des acquis. Ceci implique que la certification des connaissances et des acquis ou d'une formation professionnelle reflète avec précision les compétences réelles acquises et les relie aux compétences attendues pour un métier.

Selon Tony Buon & Bob Compton (1990), étant donné que l'ensemble du processus de recrutement vise à prédire l'adéquation d'un salarié et son succès dans la tâche qu'on veut lui confier, il n'est pas raisonnable de s'appuyer sur un seul indicateur (c'est-à-dire les diplômes d'études). Néanmoins, il apparaît que les employeurs prennent également l'expérience - voire en premier lieu - comme indicateur du potentiel de performance de travail, vis-à-vis des diplômes d'études.
Certains auteurs comme Michel Bauwens proposent certaines approches du peer-to-peer comme alternatives post-capitaliste où la valeur des compétences et du travail (et de la rémunération éventuellement) est reconnue par les pairs via d'autres critères que le diplôme.